# Східні Бескиди
Схі́дні Бески́ди — згідно сучасних уявлень українських географів назва Бескиди закріпилася тільки за гірськими спорудами Скибової тектонічної зони Карпат, які в Україні займають простір між українсько-польським кордоном та річкою Мізунка — лівою притокою Свічі, що впадає у Дністер.
Українські Східні Бескиди являють собою систему паралельних асиметричних хребтів, розчленованих поздовжніми вузькими і поперечними широкими долинами річок (Дністер, Стрий, Опір тощо) й міжгірними улоговинами. Їх підрозділяють на Верхньодністерські Бескиди та Сколівські Бескиди, межею між якими служить течія річки Стрий. У деяких сучасних схемах районування Українські Східні Бескиди пропонується розглядати як фізико-географічну підобласть області Зовнішньофлішових Карпат.

## Тлумачення терміна деякими науковцями в країнах ЄС
В деяких сучасних наукових джерелах країн ЄС трактується як частина фізико-географічної підпровінції Зовнішніх Східних Карпат, яка охоплює гірські хребти і масиви у межах Польщі, Словаччини та України, що сформувалися на флішових покривах Зовнішнього (Флішового) тектонічного поясу Карпат.

## Туризм
Район розвинутої рекреації, пішохідного, водного та лижного туризму. Активно розвивається зелений туризм і велосипедний туризм. Курорти — Трускавець, Східниця.

## Природоохоронні території
Природоохоронні території: Національний природний парк «Сколівські Бескиди», Поляницький регіональний парк.

## Фотографії

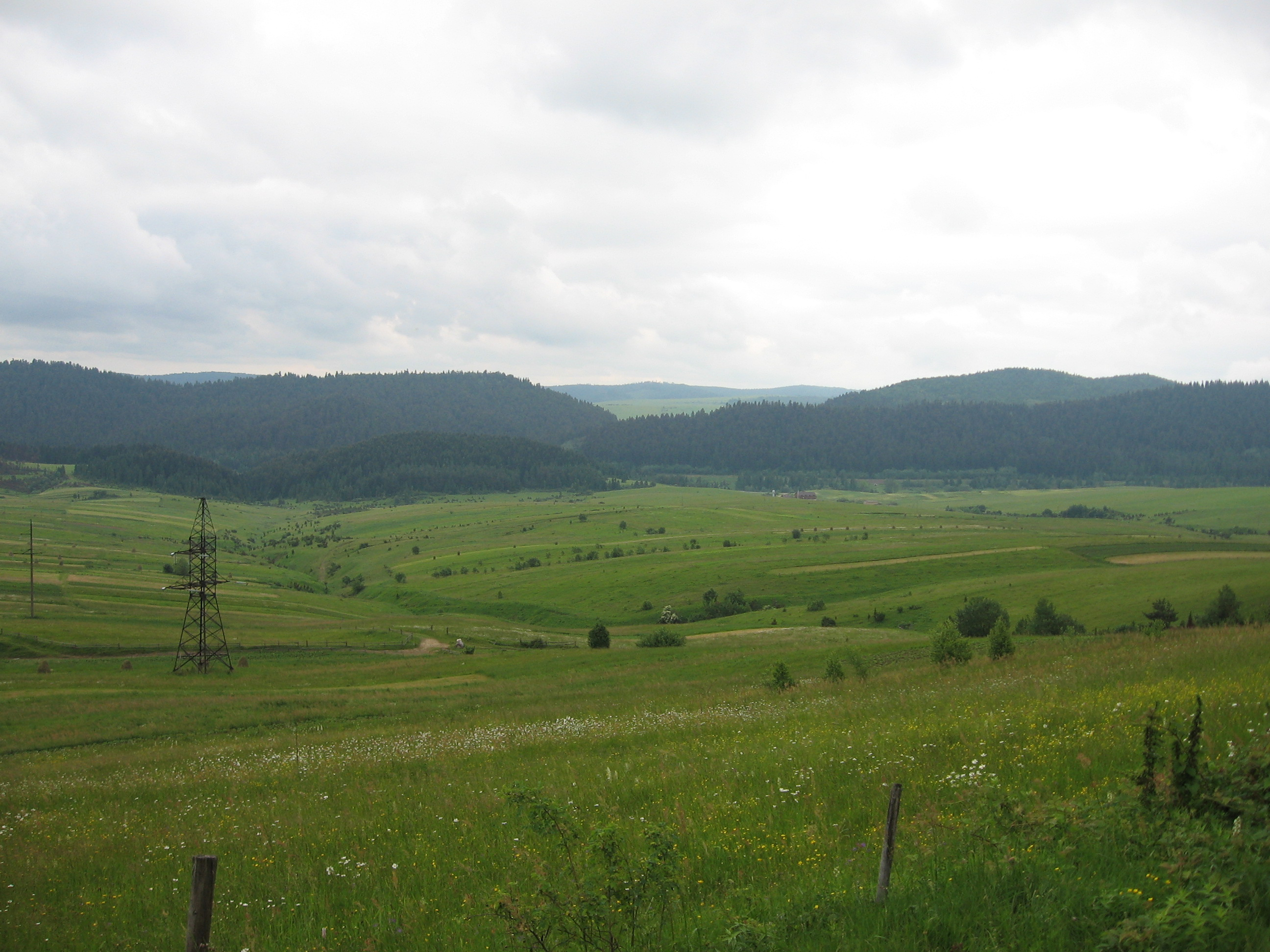
Верхньодністровські Бескиди
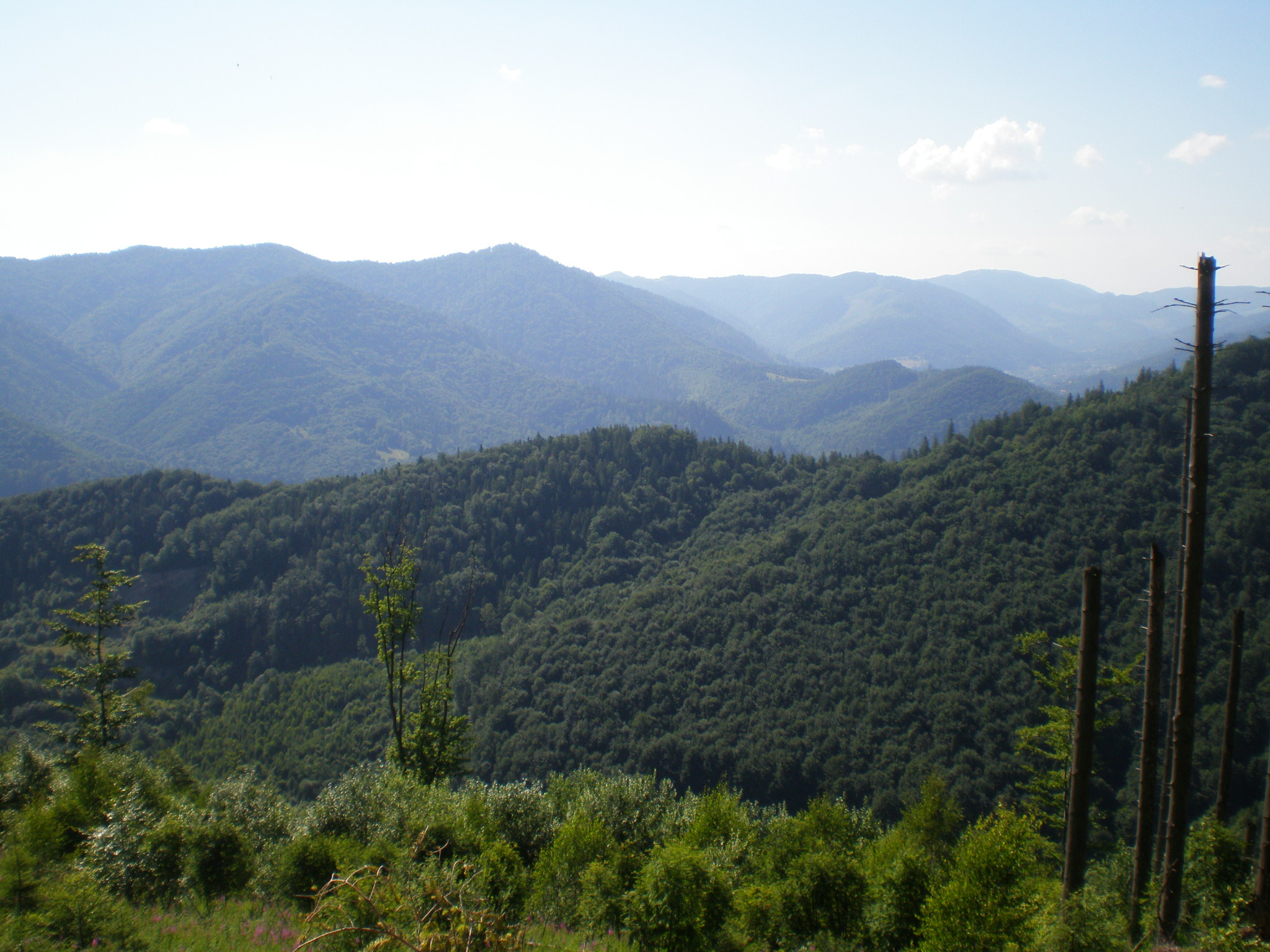
Сколівські Бескиди
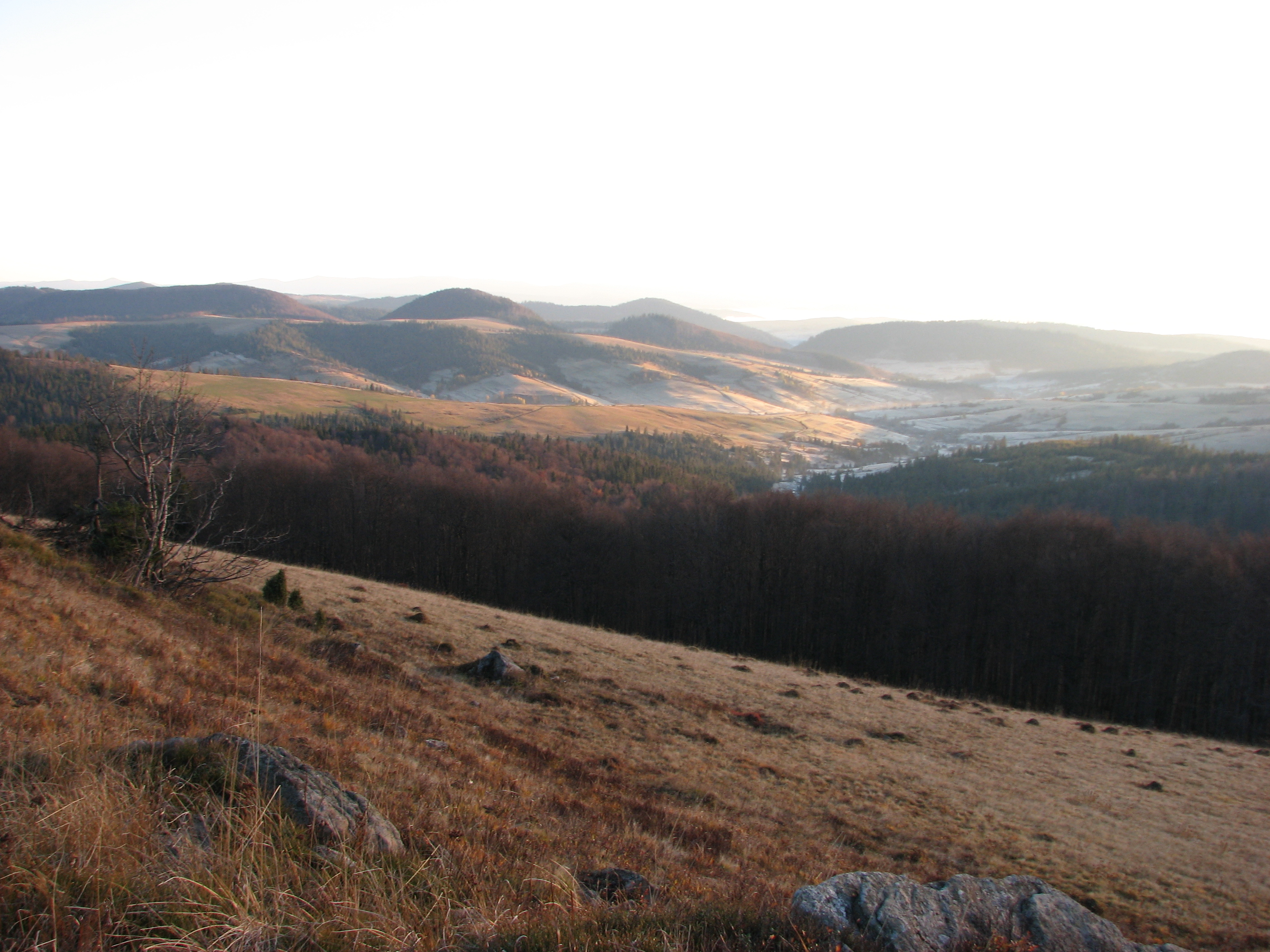
Стрийсько-Сянська Верховина